# Барнатан, Маркос Рикардо
Маркос Рикардо Барната́н (исп. Marcos Ricardo Barnatán, 1 ноября 1946 (78 лет)) – аргентинский писатель.

## Биография
Родился в Буэнос-Айресе в сефардской семье с испано-сирийскими корнями. Учился на факультетах философии и словесности в своём родном городе, а затем в Мадриде, где живет с 1965 г., совершая частые поездки в Аргентину, Францию и Израиль. В Мадриде вошел в круг поэтов своего поколения (критики назвали их исп. novísimos — «новейшие» — новаторы испанской поэзии 1960-х гг.).

### Творчество
Автор трех поэтических сборников: исп. «El oráculo invocado» (1984), исп. «El techo del templo» (1999) и исп. «Consulado general» (2000). Поэзия Барнатана переведена на многие языки.
В 1971 г. опубликовал свой первый роман исп. «El laberinto de Sion», за которым последовали исп. «Gor» (1973), исп. «Diano» (1982), исп. «Con la frente marchita» (1989). Сборник рассказов исп. «La República de Mónaco» издан в 2000 г.
Один из лучших специалистов в мире по жизни и творчеству Хорхе Луиса Борхеса, автор нескольких книг о нем, последняя — исп. «Borges, biografía total» (1996).
Исследовал иудаистскую мистику, которой посвятил несколько эссе, в том числе исп. La Kábala (1974). В своём творчестве сочетает глубокий интерес к еврейской культуре с традициями испанской и европейской литературы и космополитизмом.
Как литературный критик сотрудничает в главных испанских и латиноамериканских журналах. Известен как переводчик. В частности, в его переводах на испанском языке вышла антология поэзии битников (1977).
Получил вторую премию испанского поэтического конкурса Adonais (1967). Лауреат международной поэтической премии «Баркарола» за книгу стихов исп. «El libro de David Jerusalén» (1992).
Отец испанского актера и певца Джимми Барнатана.
В Москву приезжал в 2004 году по приглашению Института Сервантеса и читал лекцию «Борхес и Биой Касарес: история литературной дружбы».